# Cuartos
Cuartos ist eine Ortschaft im Departamento Potosí im südamerikanischen Anden-Staat Bolivien.

## Lage im Nahraum
Cuartos ist ein Ort im Kanton Villazón im Municipio Villazón in der Provinz Modesto Omiste. Die Ortschaft liegt auf einer Höhe von 3434 m am Quebrada Palco Huasi, der über den Río Sococha mit dem Río San Juan del Oro verbunden ist, einem Nebenfluss des Río Pilcomayo.

## Geographie
Cuartos liegt im südlichen Teil der kargen Hochebene des bolivianischen Altiplano. Das Klima ist wegen der Binnenlage kühl und trocken und ein typisches Tageszeitenklima, bei dem die mittleren Temperaturschwankungen zwischen Tag und Nacht in der Regel deutlich größer sind als die jahreszeitlichen Schwankungen.
Die Jahresdurchschnittstemperatur liegt bei 11 °C (siehe Klimadiagramm Villazón) und schwankt nur unwesentlich zwischen gut 5 °C im Juni/Juli und gut 14 °C von November bis März. Der Jahresniederschlag beträgt nur etwa 350 mm, mit einer stark ausgeprägten Trockenzeit von April bis Oktober mit Monatsniederschlägen unter 10 mm, und einer schwach ausgeprägten Feuchtezeit von Dezember bis Februar mit 70–90 mm Monatsniederschlag.

## Verkehrsnetz
Cuartos liegt in einer Entfernung von 348 Straßenkilometern südlich von Potosí, der Hauptstadt des gleichnamigen Departamentos, und 50 Kilometer entfernt von der Grenze zu Argentinien.
Von Potosí aus führt die vom Titicacasee kommende Nationalstraße Ruta 1 nach Südosten und erreicht nach 37 Kilometern die Ortschaft Cuchu Ingenio. Hier zweigt die Ruta 14 ab, die in südlicher Richtung über Tumusla, Cotagaita und Hornillos nach 224 Kilometern die Stadt Tupiza erreicht. Von dort aus führt die Ruta 14 weiter über Suipacha, Yuruma und Mojo nach Cuartos und endet in Villazón an der argentinischen Grenze. Sowohl die Ruta 1 als auch die Ruta 14 sind vollständig asphaltiert.

## Bevölkerung
Die Einwohnerzahl der Ortschaft ist in den vergangenen beiden Jahrzehnten geringfügig zurückgegangen:
| Jahr | Einwohner | Quelle       |
| ---- | --------- | ------------ |
| 1992 | 200       | Volkszählung |
| 2001 | 206       | Volkszählung |
| 2012 | 188       | Volkszählung |
| 2024 |           | Volkszählung |

Die Region weist einen deutlichen Anteil an Quechua-Bevölkerung auf, im Municipio Villazón sprechen 37,8 Prozent der Bevölkerung Quechua.